# Lista över arabiska kungahus
Detta är en lista över arabiska kungahus.

## Abu Dhabi
- Schejk Said ibn Tahnun Al Nahyan (1845–1855)
- Schejk Zaid ibn Khalifa Al Nahyan (1855–1909)
- Schejk Tahnun bin Zayed Al Nahyan (1909–1912)
- Schejk Hamdan bin Zayed Al Nahyan (1912–1922
- Schejk Sultan bin Zayed Al Nahyan (1922–1926)
- Schejk Saqr bin Zayed Al Nahyan (1926–1928)
- Schejk Shakhbut bin Sultan Al Nahyan (1928–1966)
- Schejk Zayed bin Sultan Al Nahyan (1966–2004)
- Schejk Khalifa bin Zayed Al Nahyan (2004– )

## Ajman
- Schejk Rashid ibn Humayd al-Nuaimi (1873–1891)
- Schejk Humayd ibn Rashid al-Nuaimi (1891–1900)
- Schejk Abdul Aziz ibn Humayd al-Nuaimi (1900–1910)
- Schejk Humayd ibn Abdul Aziz al-Nuaimi (1910–1928)
- Schejk Rashid ibn Humayd al-Nuaimi (1928–1981)
- Schejk Humayd ibn Rashid al-Nuaimi (1981– )

## Bahrain
- Ahmad bin Khalifah al-Khalifa (1783–1796)
- Abdullah bin Ahmad al-Khalifa (1796–1843)
- Sulman bin Ahmad al-Khalifa (1796–1825)
- Khalifa bin Sulman al-Khalifa (1825–1834)
- Muhammad bin Khalifa al-Khalifa (1834–1868)
- Ali bin Khalifa al-Khalifa (1868–1869)
- Isa bin Ali al-Khalifa (1869–1932)
- Hamad bin Isa al-Khalifa (1932–1942)
- Sulman bin Hamad al-Khalifa (1942–1961)
- Isa bin Sulman al-Khalifa (1961–1999)
- Hamad bin Isa al-Khalifa (1999– )

## Dubai
- Schejk Bati ibn Suhayl (1906–1912)
- Schejk Said ibn Maktum (1912–1929)
- Schejk Mani ibn Rashid (1929)
- Schejk Said ibn Maktum (1929–1958)
- Schejk Rashid bin Said Al Maktoum (1958–1990)
- Schejk Maktoum bin Rashid Al Maktoum (1990–2006)
- Schejk Mohammed bin Rashid Al Maktoum (2006–)

## Egypten
- Muhammad Ali (1805–1848)
- Ibrahim Pascha (1848)
- Muhammad Ali (1848–1849)
- Abbas I (1849–1854)
- Said Pascha (1854–1863)
- Ismail Pascha (1863–1879)
- Muhammad Tawfiq Pascha (1879–1892)
- Abbas II (1892–1914)
- Hussein Kamil (1914–1917)
- Fuad I av Egypten (1922–1936)
- Farouk I av Egypten (1936–1952)
- Fuad II av Egypten (1952–1953)

## Fujairah
- Schejk Muhammad ibn Hamad ash-Sharqi (1942–1974)
- Schejk Hamad ibn Muhammad ash-Sharqi (1974– )

## Hijaz

### Hashimitiska ätten
- Muhammad ibn Abdul Muin (1840–1851)
- Abdul Mutalib ibn Ghalib (1851–1856)
- Muhammad ibn Abdul Muin (1856–1858)
- Abdullah Kamil Pasha ibn Muhammad (1858–1877)
- Husein ibn Muhammad (1877–1880)
- Abdul Mutalib ibn Ghalib (1880–1882)
- Aun ar-Rafiq Pasha ibn Muhammad (1882–1905)
- Ali Pasha ibn Abdullah (1905–1908)
- Hussein ibn Ali (1908–1924)
- Ali ibn Hussein al-Hashimi, den förres son (1924–1925)

### Saudiska ätten
- Abdul Aziz (1926–1932)

Hijaz införlivades i Saudiarabien 1932.

## Irak

### Hashimitiska ätten
- Faisal I av Irak, son till Hussein ibn Ali av Hijaz (1921–1933)
- Ghazi av Irak, den förres son (1933–1939)
- Faisal II av Irak, den förres son (1939–1958)

Irak blev republik 1958.

## Jemen
- Yahya Muhammad Hamid ad-Din, Imam Yahya (1904–1948)
- Abdullah bin Ahmad al-Wazir (1948)
- Ahmad bin Yahya (1948–1962)
- Abdullah bin Yahya (1955)
- Muhammed al-Badr (1962)

## Jordanien

### Hashimitiska ätten
- Kung Abdullah I, son till Hussein ibn Ali av Hijaz (1921–1951)
- Kung Talal, son till Abdullah I (1951–1952)
- Kung Hussein, son till Talal (1952–1999)
- Kung Abdullah II, son till Hussein (1999–)

## Kuwait

### Sabahska ätten
- Sabah I (1752–1762)
- Abdullah I (1762–1814)
- Jabir I (1814–1859)
- Sabah II (1859–1866)
- Abdullah II (1866–1892)
- Muhammad I (1892–1896)
- Mubarak I (1896–1915)
- Jabir II (1915–1917)
- Salim I (1917–1921)
- Ahmad I (1921–1950)
- Abdullah III (1950–1965)
- Sabah III (1965–1977)
- Jabir III (1977–2006)
- Saad I (2006), abdikerade
- Sabah IV (2006–)

## Libyen

### Sanusiska ätten
- Muhammad ibn Ali as-Sanusi, schejk av Cyrenaika (1843–1859)
- Muhammad ibn Sayyid as-Sanusi, schejk av Cyrenaika (1859–1902)
- Ahmad as-Sharif as-Sanusi, schejk av Cyrenaika (1902–1918)
- Idris I av Libyen, emir av Cyrenaika (1918–1951), kung av Libyen (1951–1969)

Libyen blev republik 1969.

## Marocko
- Sultan Mohammed IV (1859–1873)
- Sultan Hassan I (1873–1894)
- Abd al-`Aziz (1894–1908)
- Sultan Mohammed (V) (1903–1909)
- Abd al-Hafiz (1907–1912)
- Sultan Yusuf (1912–1927)
- Mohammed V (1927–1953)
- Sultan Muhamad ibn Arafa (1953–1955)
- Mohammed V (1955–1961)
- Hassan II (1961–1999)
- Mohammed VI (1999– )

## Oman
- Ahmad ibn Said (1749–1783)
- Said ibn Ahmad (1783–1811)
- Sultan ibn Ahmad (1792–1804)
- Salim ibn Sultan (1804–1806)
- Said ibn Sultan (1806–1856)
- Thuwayni ibn Said (1856–1866)
- Salim ibn Thuwayni (1866–1868)
- Azzan ibn Qays (1868–1871)
- Turki ibn Said (1871–1888)
- Faysal ibn Turki (1888–1913)
- Taimur ibn Faysal 1913–1932)
- Said ibn Taimur (1932–1970)
- Qabus ibn Said (1970– )

## Qatar
- Muhammad ibn Thani (1868–1878)
- Qasim ibn Muhammad al-Thani (1878–1913)
- Abdullah ibn Qasim al-Thani (1913–1949)
- Ali ibn Abdullah al-Thani (1949–1960)
- Ahmad ibn Ali al-Thani (1960–1972)
- Khalifa ibn Hamad al-Thani (1972–1995)
- Hamad ibn Khalifa al-Thani (1995– )

## Ras al-Khaimah
- Schejk Sultan ibn Saqr al-Qasimi, 1820–1866
- Schejk Ibrahim ibn Sultan al-Qasimi, 1866–1867
- Schejk Khalid ibn Sultan al-Qasimi, 1867–1868
- Schejk Salim ibn Sultan al-Qasimi, 1868–1869
- Schejk Humayd ibn Abdullah al-Qasimi, 1869–1900
- Schejk Sultan ibn Salim al-Qasimi, 1921–1948
- Schejk Saqr ibn Muhammad al-Qasimi, 1948–

## Saudiarabien
- Kung Abdul Aziz Ibn Saud
- Saud bin Abdul Aziz
- Faisal bin Abdul Aziz
- Khalid bin Abdul Aziz
- Fahd bin Abdul Aziz
- Abdullah bin Abdul Aziz 2005–2015
- Salman bin Abdul Aziz 2015–

## Sharjah
- Schejk Ibrahim ibn Sultan al-Qasimi, 1883–1914
- Schejk Saqr ibn Khalid al-Qasimi, 1883–1914
- Schejk Khalid ibn Ahmad al-Qasimi, 1914–1924
- Schejk Sultan ibn Saqr al-Qasimi, 1924–1951
- Schejk Muhammad ibn Saqr al-Qasimi, 1951
- Schejk Saqr ibn Sultan al-Qasimi, 1951–1965
- Schejk Khalid ibn Muhammad al-Qasimi, 1965–1972
- Schejk Saqr ibn Muhammad al-Qasimi, 1972
- Schejk Sultan ibn Muhammad al-Qasimi, 1972–1987
- Schejk Abdul Aziz ibn Muhammad al-Qasimi, 1987
- Schejk Sultan ibn Muhammad al-Qasimi, 1987–

## Tunisien
- al-Husayn I av Tunisien (1669–1740)
- Ali av Tunisien (1735–1756)
- Muhammad al-Rashid av Tunisien (1756–1759)
- Ali av Tunisien (1759–1777)
- Hammuda av Tunisien (1777–1814)
- Uthman av Tunisien (1814)
- Mahmud av Tunisien (1814–1824)
- al-Husayn II av Tunisien (1824–1835)
- al-Mutafa av Tunisien (1835–1837)
- Ahmad I av Tunisien (1837–1855)
- Muhammad av Tunisien (1855–1859)
- Muhammad al-Sadiq av Tunisien (1859–1882)
- Ali Muddat av Tunisien (1882–1902)
- Muhammad al-Hadi av Tunisien (1902–1906)
- Muhammad al-Nasir av Tunisien (1906–1922)
- Muhammad al-Habib av Tunisien (1922–1929)
- Ahmad II av Tunisien (1929–1942)
- Muhammad al-Munsif av Tunisien (1942–1943)
- Muhammad al-Amin av Tunisien (1943–1957)

## Umm al-Qaiwain
- Schejk Abdullah ibn Rashid al-Mu`alla (1816–1853)
- Schejk Ali ibn Abdullah al-Mu`alla (1853–1873)
- Schejk Ahmad ibn Abdullah al-Mu`alla (1873–1904)
- Schejk Rashid ibn Ahmad al-Mu`alla (1904–1922)
- Schejk Abdullah ibn Rashid al-Mu`alla (1922–1923)
- Schejk Hamad ibn Ibrahim al-Mu`alla (1923–1929)
- Schejk Ahmad ibn Rashid al-Mu`alla (1929–1981)
- Schejk Rashid ibn Ahmad al-Mu`alla (1981– )

## Zanzibar
- Sayyid Majid ibn Said (1856–1870)
- Sayyid Barghash ibn Said (1870–1888)
- Sayyid Khalifa ibn Said (1888–1890)
- Sayyid Ali ibn Said (1890–1893)
- Sayyid Hamid ibn Thuwayni (1893–1896)
- Sayyid Khalid ibn Barghash (1896)
- Sayyid Hamud ibn Muhammad (1896–1902)
- Sayyid Ali ibn Hamud (1902–1911)
- Sayyid Khalifa ibn Harub (1911–1960)
- Sayyid Abdullah ibn Khalifa (1960–1963)
- Sayyid Jamshid ibn Abdullah (1963–1964)